# Eremiaphila typhon
Eremiaphila typhon är en bönsyrseart som beskrevs av Lefebvre 1835. Eremiaphila typhon ingår i släktet Eremiaphila och familjen Eremiaphilidae. Inga underarter finns listade i Catalogue of Life.